# Anna van Saksen (1437-1512)
Anna van Saksen (Meißen, 7 maart 1437 – Neustadt an der Aisch, 31 oktober 1512) was van 1458 tot 1486 markgravin van Brandenburg-Ansbach en van 1471 tot 1486 keurvorstin-gemalin van Brandenburg. Ze behoorde tot het huis Wettin.

## Levensloop
Anna was een dochter van keurvorst Frederik II van Saksen en Margaretha van Oostenrijk, dochter van hertog Ernst I van Oostenrijk.
Op 12 november 1458 huwde ze met Albert Achilles (1414-1486), markgraaf van Brandenburg-Ansbach en vanaf 1471 keurvorst van Brandenburg. Door haar huwelijk werd ze de stiefmoeder van de kinderen van haar echtgenoot Albrecht Achilles met Margaretha van Baden.
Als weduwegoed kreeg Anna het kasteel en het district van Hoheneck, Leutershausen en Colmberg. In zijn testament had haar echtgenoot Albrecht Achilles bepaald dat zij het woonrecht en het recht op belastingheffing kreeg in Neustadt an der Aisch, Erlangen, Dachsbach, Baiersdorf en Liebenow. Haar zoons behielden echter wel de soevereiniteit over deze gebieden. Na de dood van haar echtgenoot in 1486 leefde Anna nog 26 jaar. Ze resideerde grotendeels in Neustadt an der Aisch, waar ze een relatief luxueus hof onderhield en waar ze in oktober 1512 op 75-jarige leeftijd overleed. Ze werd bijgezet in de Abdij van Heilsbronn.

## Nakomelingen
Anna en Albrecht Achilles kregen dertien kinderen:
- Frederik (1460-1536), markgraaf van Brandenburg-Ansbach
- Amalia (1461-1481), huwde in 1478 met vorst Kasper van Palts-Zweibrücken
- Anna (1462-1462)
- Barbara (1464-1515), huwde eerst in 1472 met hertog Hendrik XI van Glogau en daarna in 1476 met koning Wladislaus II van Hongarije
- Albrecht (1466-1466)
- Sibylle (1467-1524), huwde in 1481 met hertog Willem II van Gulik-Berg
- Sigismund (1468-1495), markgraaf van Brandenburg-Kulmbach
- Albrecht (1470-1470)
- George (1472-1476)
- Dorothea (1471-1520), abdis in Bamberg
- Elisabeth (1474-1507), huwde in 1491 met graaf Herman VIII van Henneberg-Aschach
- Magdalena (1476-1480)
- Anastasia (1478-1534), huwde in 1500 met graaf Willem IV van Henneberg-Schleusingen.